# Dopingmittel-Mengen-Verordnung
Die Dopingmittel-Mengen-Verordnung (DmMV) bestimmt in Deutschland die nicht geringe Menge von bekannten Dopingmitteln, deren Herstellung, Handel, Erwerb und Besitz zu Dopingzwecken am Menschen nach § 2 Absatz 3 des Anti-Doping-Gesetzes (AntiDopG) verboten ist. Verstöße gegen diese Regelung können nach § 4 AntiDopG mit bis zu 10 Jahren Freiheitsstrafe geahndet werden. Ein Problem hierbei stellt die sehr unterschiedliche Menge dar, die in den einzelnen Sportdisziplinen, z. B. bei anabolen Steroiden, verwendet wird, und damit als Eigenbedarf gilt: Ein Ausdauersportler würde die therapeutische Menge (medizinische Dosis-Empfehlung z. B. gegen Muskel-Atrophie nach Bewegungsmangel), ein Gewichtheber aber das etwa Fünfzigfache dessen verwenden. Des Weiteren greift die DmMV nicht bei neuen oder seltenen Medikamenten, die gesetzgeberisch bisher nicht mit einem Verbot bedacht wurden. Auch Substanzen, die zwar im Wettkampf, nicht aber im Training verboten sind (z. B. soziale akzeptierte Drogen), werden derzeit nicht erfasst.